# Фомичёв, Григорий Филатович
Григорий Филатович Фомичев (10 января 1925, д. Рунцово, Тульская губерния — 24 января 1978, Гродно, Белорусская ССР) — советский партийный и государственный деятель, председатель Гродненского облисполкома (1972—1978).

## Биография
Во время Отечественной войны с июля 1942 года был в партизанах: рядовой, командир отделения партизанского отряда имени Н. Ф. Гастелло, 121-й бригады имени А. Ф. Братина Минской области, затем — в бригаде имени. И. Чапаева Барановичской области, заместитель командира партизанской бригады по комсомольской работе, уполномоченный ЦК ЛКСМБ. С марта 1943 года — инструктор, с апреля 1943 — член Барановичского подпольного обкома ЛКСМБ, с марта 1944 года — секретарь Новогрудского подпольного райкома ЛКСМБ.
С 1944 года — на комсомольской работе в Гродненской и Барановичской областях.
В 1958—1960 годах — первый секретарь Порозовского райкома, в 1961-1968 годах — Лидского горкома КПБ. В 1968—1972 годах — заведующий отделом, второй секретарь Гродненского обкома КПБ. С 1972 года и до самой своей смерти был на посту председателя Гродненского облисполкома.

## Память
В городе Гродно одна из улиц носит имя Григория Фомичева. Также в его честь названа одна из улиц Лиды.